# Чекиджян, Оганес Арутюнович
Огане́с Арутю́нович Чекиджя́н (арм. Չեքիջյան Հովհաննես Հարությունի; род. 23 декабря 1928) — армянский, советский дирижёр, хормейстер, композитор, педагог. Национальный Герой Армении (2017), народный артист СССР (1978), лауреат Государственной премии СССР (1975) и Государственной премии Армянской ССР (1971).

## Биография
Родился 23 декабря 1928 года в Константинополе (ныне — Стамбул, Турция).
В 1934—1941 годах учился в филиале Венской школы мхитаристов в Константинополе, в 1941—1947 — во французском колледже Saint Michel, в 1944—1951 — студент дирижёрского отделения Стамбульской консерватории, в 1947—1951 — учился в филиале Венского училища в Стамбуле, в 1951—1953 — в Парижской консерватории «Ecole normale de Musique» у Ж. Фурне и в химическом институте, получив квалификацию инженера-химика, в 1958—1961 — аспирант Стамбульской консерватории.
В 1944—1951 годах — руководитель хора «Дурян» Армянской церкви Стамбула, в 1954—1960 — ассистент главного дирижёра Государственной капеллы Стамбула, в 1955—1961 — создатель и руководитель хора «Чекиджян», в 1958—1961 — музыкальный руководитель Стамбульской оперы, в 1960—1961 — художественный руководитель и главный дирижёр Государственной капеллы Стамбула.
С 1961 года жил в Ереване. С этого же года и по настоящее время — художественный руководитель и главный дирижёр Государственной хоровой капеллы Армении.
В 1982—1987 годах, по совместительству — главный дирижёр и директор Армянского театра оперы и балета им. А. Спендиарова.
Выступал в концертах и как симфонический дирижёр. Руководил многочисленными симфоническими оркестрами: всеми симфоническими оркестрами Армении, симфоническими оркестрами СССР — Государственным академическим симфоническим оркестром СССР, академическим симфоническим оркестром Санкт-Петербурга и более 58 симфоническими оркестрами зарубежныx стран.
Под его руководством Государственная академическая капелла Армении неоднократно выступала во всеx регионах Армении, во всеx бывшиx республикаx и автономныx центраx СССР, в крупныx культурныx центраx зарубежныx стран: в Париже, Лондоне, Нью-Йорке, других 179 городаx мира.
Автор вокально-симфонической поэмы «Весенние грезы», вокально-симфонических произведений «Фанфары свободы», «Торжественная Ода» и многочисленныx xоровыx обработок.
В 1973—1977 годах преподавал в Музыкальном училище им. Р. О. Меликяна (ныне Ереванский государственный музыкальный колледж им. Р. Меликяна). С 1975 года преподаёт в Ереванской консерватории им. Комитаса (с 1982 — профессор).
Депутат Верховного Совета СССР 10-го созыва (1979—1984). Депутат Верховного Совета Армянской ССР (1975—1990).

## Награды и звания

### Звания
- Национальный Герой Армении (30 декабря 2017) — за неизменную преданность национальному делу представления Армении миру, большой личный вклад в область культуры, а также а также его исключительные заслуги перед армянским народом[2].
- Заслуженный деятель искусств Армянской ССР (1965)
- Народный артист Армянской ССР (1967)
- Народный артист СССР (1978)
- Почётный гражданин Еревана (2001)

### Премии
- Государственная премия СССР (1975) — за концертные программы (1971—1973)
- Государственная премия Армянской ССР (1971) — за концертную программу 1968—1969 годов
- Межгосударственная премия СНГ «Звёзды Содружества» (2013)[3]

### Ордена и медали
- Орден Святого Месропа Маштоца (24 мая 2010) — по случаю Дня Республики[4]
- Орден «За заслуги перед Отечеством» 1 степени (15 сентября 2017) — по случаю Дня Независимости Республики Армения, за значительный вклад в развитие музыки, многолетнюю преданность делу, а также за достойное представление армянской культуры в мире[5]
- Орден Трудового Красного Знамени (1971)
- Орден Дружбы Народов (14 ноября 1980) — за большую работу по подготовке и проведению Игр XXII Олимпиады[6].
- Орден Армянской апостольской церкви «Святые Саак и Месроп» (1999)
- Медаль Мовсеса Хоренаци (1997)
- Медаль «Ветеран труда»
- Золотая медаль Министерства культуры и по делам молодёжи РА (2007)
- Золотая медаль Министерства образования и науки РА (2009)
- Медаль «Комитас» Министерства диаспоры РА (2010)

### Прочее
- Почётные грамоты Президиума Верховного Совета Армянской ССР (1968, 1978, 1984, 1989)
- Почётная грамота Президиума Верховного Совета РСФСР (1968)
- Почётная грамота Президиума Верховного Совета Абхазской АССР (1988)
- Почётная грамота Президиума Верховного Совета Аджарской АССР (1988)
- Почётная грамота Ленинаканского горсовета (1972)
- Почётная грамота Кироваканского горсовета (1990)
- Благодарственное письмо от губернатора штата Калифорния (США, 1987)
- Благодарственное письмо от мэра города Ньон (Швейцария, 1989)
- Грамота города Лос-Анджелеса (США, 2008)
- Почётная грамота мэра города Глендейл (США, 2008)
- Признание Калифорнийского государственного собрания (США, 2008)
- Диплом Сената штата Калифорния (США, 2008)
- Почётная грамота Министерства культуры и по делам молодёжи Республики Армения (2003)
- Памятная медаль Национальной академии наук РА (2007)
- Золотые медали Ереванского государственного университета (2004, 2007)
- Медаль «Хачатур Абовян» Армянского государственного педагогического университета имени Хачатура Абовяна (2011)
- Орден «Акоб Мегапарт» Национальной библиотекой РА (2010)
- Премия Гран-при французской Академии Шарль-Кро[фр.] (1970)
- Почётная грамота международного фестиваля в городе Нанси (Франция, 1995)
- Приз зрительских симпатий на международном фестивале в городе Монтре (Швейцария, 1999)
- Диплом Международного армянского фестиваля «Карот» (Москва, 2008)
- Приз колледжа «Маштоц» «За выдающуюся деятельность» (Глендейл, США, 2008)
- Премия армяно-американской театральной и музыкальной общественности «За достижения при жизни» (2008)
- Премия имени О. Чекиджяна в Германии (2011)
- Золотая медаль Мхитара Гераци (1999)
- Орден «Месроп Маштоц» (1992)
- Золотая медаль Конгрегации мхитаристов (2000)
- Орден «Бриллиантовый Арарат» Культурного союза «Текеян» Армении (2004)
- Золотая медаль «Фритьоф Нансен» (2005)
- Орден «Рыцарь искусства» (2006)
- Особый диплом в знак признания конгрессменами (США, 2008)
- Признание Гир Викариатства Армянской церкви (США, 2008)
- Медаль «Комитас» (2008)
- Орден «Золотой Крест» с бриллиантами Всемирного армянского конгресса (Москва, 2009)
- Академик Международной академии наук экологии и безопасности жизнедеятельности (МАНЭБ) (2001)
- Действительный член Международной академии наук о природе и обществе (МАНПО) (2009)
- Активный участник Международной информационной академии в Монреале (Канада, 2008)
- Член учёного совета Института искусств НАН РА (2008)
- Почётный преподаватель колледжа «Маштоц» (США, 2009)
- Почётный доктор Международной академии образования (2012)[7].